# 黑头鸦雀
黑头鸦雀（学名：Paradoxornis margaritae），是雀形目鹦嘴科的一种鸟类。
黑头鸦雀体重约29克，翼长约82毫米，嘴峰长约15.3毫米，喙宽度约5.6毫米，喙厚度约9.2毫米，跗蹠长约25毫米，尾长约81毫米。黑头鸦雀在其分布区内为留鸟，其栖息在半开放的灌木丛中，食性为草食性。
黑头鸦雀分布于柬埔寨东部和越南南部。该物种是单型物种，没有亚种分化。